# Bürgerliches Gesetzbuch

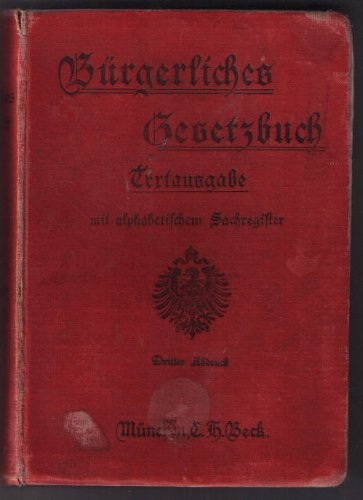
Capa de versão de 1896 do BGB

O Bürgerliches Gesetzbuch (ou BGB) é o código civil da Alemanha. Em desenvolvimento desde 1881, tornou-se efetivo a 1.º de janeiro de 1900 e foi considerado um projeto grandioso e inovador.
O BGB serviu como um modelo para os códigos civis de várias outras jurisdições de direito romano-germânico, incluindo Portugal, Estónia, Letónia, República da China, Japão, Tailândia, Coreia do Sul, Grécia, Ucrânia, Angola e Brasil.

## Império Alemão
A introdução na França do Código de Napoleão em 1804, criou na Alemanha um desejo semelhante para a obtenção de um código civil, que iria sistematizar e unificar as várias leis heterogêneas que estavam em efeito no país. No entanto, a realização de tal tentativa durante a vida útil da Confederação Germânica era difícil pois não existia um código legislativo competente.
No entanto, em 1871, os estados alemães se unificaram no Império Alemão. No início, o poder legislativo da lei civil era detido pelos estados individuais, não pelo Império (Reich) que era composto por esses estados. Uma emenda à Constituição aprovada em 1873 (chamado de «Lex Miquel-Lasker» — referindo-se aos patrocinadores da alteração, representantes Johannes von Miquel e Eduard Lasker) transferiu essa autoridade legislativa ao Reich. Várias comissões foram formadas para elaborar um projeto de lei que viria a se tornar uma codificação do direito civil para todo o país, substituindo os sistemas dos estados de direito civil.
A primeira versão do código, em 1888, não foi aprovada. A segunda comissão de 22 membros, que incluiu não só os juristas, mas também representantes de interesses financeiros e das várias correntes ideológicas da época, compilou um segundo projeto. Após revisões significativas, o BGB foi aprovado em 1896. Ele foi colocada em vigor em 1 de janeiro de 1900 e tem sido o centro de codificação do direito civil da Alemanha desde então.

## Estrutura
O BGB segue uma estrutura modificada do Digesto, derivado do direito romano: regula o direito de pessoas, bens, família e herança, mas também possui um capítulo que contém as regras de aplicação geral é colocado em primeiro lugar. Consequentemente, o BGB contém cinco partes principais:
1. Parte Geral (Allgemeiner Teil), artigos de 1 a 240, compreendendo os regulamentos que têm efeito sobre todas as outras quatro partes, sobre a personalidade jurídica, o estado civil e as pessoas físicas e jurídicas. Também são reguladas capacidade jurídica, maioridade, emancipação de menor, declaração de vontade, prescrição extintiva e representação (mandato e procuração).
2. O direito das obrigações (Schuldrecht), artigos 241 a 853, que descreve a validade e extinção de contratos, a classificação dos contratos e outras obrigações entre as pessoas, tais como a responsabilidade civil, o enriquecimento injustificado e os títulos de crédito.
3. O direito das coisas (Sachenrecht), artigos 854 a 1296, descrevendo a posse, a propriedade (incluindo compropriedade e mancomunhão) e outros direitos reais limitados (incl. as obrigações reais como a renda constituída e a dívida imobiliária), bem como os modos de aquisição desses direitos.
4. O direito de família (Familienrecht), artigos 1297 a 1921, descrevendo o casamento, o divórcio, os regimes de bens, a tutela e curatela, e outras relações jurídicas entre os membros da família.
5. O direito das sucessões (Erbrecht), artigos 1922 a 2385, fornecendo regulamento para as heranças, incluindo o testamento e os pactos sucessórios.[3]